# Precious Adams
Precious Adams (Canton, Míchigan) es una bailarina de ballet estadounidense que forma parte del English National Ballet. 

## Trayectoria
Adams empezó a bailar con siete años en un estudio de baile de jazz competitivo. Comenzó a estudiar ballet clásico a los nueve años con Sergey Rayevskiy en la Academia de Ballet Clásico Ruso en Wixom, Michigan. Participó en tres cursos intensivos de verano con el American Ballet Theatre, formándose con Kevin Reeder y Franco de Vita, donde consiguió dos veces la beca Catherine Zeta Jones. Cuando tenía once años, fue a estudiar a la Escuela Nacional de Ballet de Toronto bajo la dirección de Mavis Staines. A los catorce años, Adams fue seleccionada para estudiar en la Academia de Danza Clásica Princesa Grace en Monte Carlo con Roland Vogel y Luca Masala.
En 2011, fue seleccionada para participar en el programa de verano patrocinado por el Departamento de Estados Unidos NSYL-I en ruso y en la Academia de Ballet Bolshoi. Estudió en la Academia de Ballet Bolshoi en Moscú con Natalia Igoravich Reivich y Marina Leonova. En 2012, Adams asistió al curso intensivo de verano de Ellison Ballet con Edward Ellison. En el verano de 2013 actuó en la sexta Gala Anual de Estrellas del Ballet Ruso en Michigan..En 2014 fue dos veces ganadora del Prix de Lausanne en Suiza. Adams también ha conseguido ser finalista y medalla de plata en los Premios Young Artist.
En 2014, se incorporó como bailarina del English National Ballet, y fue promovida a primera bailarina en 2017. En enero de 2018, Adams fue finalista en el Concurso de Bailarines Revelación. En septiembre de 2018, Adams anunció que ya no actuaría en el escenario con mallas rosas, sino con mallas marrones a juego con su tono de piel. Recibió críticas de la industria del ballet por su decisión, pero fue apoyada por la directora del Ballet Nacional Inglés, Tamara Rojo.

### Discriminación racial
Mientras estudiaba en la Academia de Ballet Bolshoi, Adams se enfrentó a la discriminación debido a su etnia, incluyendo el ser excluida de las actuaciones, el que se le impidiera participar en las audiciones y el que se le dijera que "intentara borrar lo negro".

## Reconocimientos
Adams fue nombrada como una de las 100 Mujeres (BBC), una lista de 100 mujeres inspiradoras e influyentes de todo el mundo durante 2019.